# Мечеть Бінат Бібі
Мечеть Бінат Бібі — перша мечеть, побудована в Бенгальській області, побудована в 1454 Бахт Бінат, дочкою Мархамат, під час правління Султана Шаха Махмуда I. Розташована в Нарінді, Дакка.

## Архітектура
Мечеть - квадратна з єдиним куполом (3,7 м). Входи зі сходу, півночі та півдня. Особливості криві карнизи та зубчасті стіни, по кутах восьмикутні башточки, та арки на південній, північній та східній сторонах. Прикраса скромна, вся будівля покрита штукатуркою.

## Поточний стан
600-річна, стара мечеть, одна з найстаріших будівель у місті, знищується, як частина плану реконструкції, який включає будівлю 21 м, високий мінарет і розширення поточної будівлі від трьох секцій до семи.